# Maksim Tarasow
Maksim Władimirowicz Tarasow (ros. Максим Владимирович Тарасов; ur. 2 grudnia 1970 w Jarosławiu) – rosyjski lekkoatleta skoczek o tyczce, startujący początkowo w barwach ZSRR, wielki rywal Serhija Bubki.
W barwach ZSRR zdobył srebrny medal na mistrzostwach świata juniorów w 1988 w Sudbury. Na mistrzostwach świata seniorów w 1991 w Tokio zajął 3. miejsce.
Na igrzyskach olimpijskich w 1992 w Barcelonie startował w reprezentacji Wspólnoty Niepodległych Państw. Zdobył wówczas złoty medal wynikiem 5,80 m.
W 1993 przeprowadził się z Jarosławia do Budapesztu. Występował jednak jako reprezentant Rosji. Na mistrzostwach świata w 1993 w Stuttgarcie zdobył ponownie brązowy medal. Na halowych mistrzostwach świata w 1995 w Barcelonie zajął 7. miejsce, zaś na mistrzostwach świata w 1995 w Göteborgu był drugi.
Był brązowym medalistą halowych mistrzostw świata w 1997 w Paryżu. Na mistrzostwach świata w 1997 w Atenach zajął ponownie 2. miejsce.
Zwyciężył na mistrzostwach Europy w 1998 w Budapeszcie, a także na mistrzostwach świata w 1999 w Sewilli. Na igrzyskach olimpijskich w 2000 w Sydney wywalczył brązowy medal.
Rekord życiowy Tarasowa wynosi 6,05 m (w 1999), w hali jego najlepszym rezultatem było 6,00. Oba te wyniki są aktualnymi rekordami Rosji. Nie zdobył nigdy tytułu mistrza ZSRR ani Rosji w skoku o tyczce na stadionie, ale był mistrzem WNP w 1992, oraz halowym mistrzem Rosji w 1995 i 1997.